# Mercenarios (BattleTech)
Dentro del universo ficticio de BattleTech, las unidades mercenarias tienen una importancia considerable en el devenir de la Esfera Interior. Existen muchos grupos militares privados, dado el lucrativo negocio que supone combatir para alguna de las Grandes Casas. Aunque la mayoría de ellos son de tamaño reducido (a nivel de lanzas o compañías), algunos son bastante poderosos (contando con batallones o incluso regimientos) y sus acciones influyen en el argumento principal del universo. Entre los grupos mercenarios más famosos se encuentran los Dragones de Wolf, los Demonios de Kell, la Caballería Ligera de Eridani, los Montañeses de Northwind o la Legión de la Muerte Gris.

## Localización
Los centros neurálgicos de la sociedad mercenaria, ya sea por su organización, para su contratación o por iniciarse en la profesión, son Outreach y Solaris VII.
Otros planetas no tan conocidos, pero no por ello despreciables, son Antallos, Astrokaszy, Herotitus, Glengarry, Arc Royal y Noisiel.

## Unidades más famosas

### Dragones de Wolf
Los Dragones de Wolf son la unidad mercenaria más respetada y temida de toda la Esfera Interior. Sus orígenes son extraños, creados en el 3005 en los Mundos Natales de los Clanes para ser enviados a la Esfera Interior a espiar a las Casas Sucesoras para conseguir información para la invasión. Tras pasar 40 años, los Dragones comprendieron que la lucha de los Clanes no era justa y decidieron traicionar a sus antiguos "jefes" para operar como mercenarios independientes y luchar contra ellos. A pesar de atraer suspicacias de la gente de la Esfera Interior debido a su pasado, han demostrado en múltiples ocasiones su valía. Los Dragones son la fuerza militar mercenaria más numerosa, mejor entrenada y equipada y además, controlan Outreach, la Estrella Mercenaria, de la que sacan enormes beneficios. 
En 3055, estuvieron a punto de auto-aniquilarse en una guerra civil, provocada por algunos elementos capturados a los clanes y tomados como Isorla.
En principio mandada por los hermanos coronel Jaime Wolf y coronel Joshua wolf, posteriormente, al morir el segundo de ellos solo por Jaime, con la ayuda de la coronel Natasha Kerensky, tras la vuelta a los clanes de esta última, por el coronel Wolf en solitario, y tras la guerra civil que sufrieron, por Jaime Wolf como "jefe" y la general Maeve Wolf.
Es la unidad mercenaria más potente de la esfera interior, con 4 regimientos, dos batallones independientes de mech, múltiples unidades convencionales, y junto con los ases negros del infierno, la única que cuenta con naves de guerra.

### Demonios de Kell
Unidad formada en 3010 por los hermanos Patrick y Morgan Kell con el apoyo financiero de Arthur Luvon a los que muchos veían como dos niñatos ricos jugando a ser soldados, pronto se ganaron una sólida reputación como una de las unidades mercenarias más sólidas que existen, jugó un papel fundamental durante la Tercera y Cuarta Guerra de Sucesión y en la invasión de los clanes.
En la Tercera Guerra de Sucesión, participaron en la defensa del mundo de Mallory para casa Davion frente a Kurita, en la cual, se enfrentó por primera vez Morgan Kell con el primo del coordinador, Yorinaga Kurita, en un duelo que los dejó marcados, y, tras el cual, ambos se retiraron a sendos monasterios (cristiano el uno, y budista el otro), disolviendo Morgan Kell el regimiento, con la excepción de un batallón, que quedó al mando de Patrick Kell.
En la Cuarta Guerra de Sucesión, en primer lugar, al evitar el secuestro de Melissa Steiner por casa Kurita, cuando acudía a Nueva Avalon a conocer a su prometido Hanse Davion, en el conocido como "incidente de Stix", en el que perdió la vida Patrick Kell a manos de Yorinaga Kurita, el cual, abandonó su retiro por petición expresa del Coordinador para formar una nueva unidad que luchara al estilo de los Demonios de Kell (la Genyosha); tras esto, Morgan Kell, regresó de su retiro, para acabar enfrentándose a Yorinaga Kurita en el planeta desértico Nusakan (Isla de Skye), derrotándolo sin disparar ni una sola vez, tras lo cual, Kurita, practicó el rito del seppuku.
Tras la muerte de la Arcontesa Katrina Steiner, los Demonios de Kell, recibieron una cuantiosa herencia, que les permitió doblar su tamaño hasta dos regimientos (cosa que también hizo la Genyosha).
En la  invasión de los clanes, los Demonios de Kell participaron activamente. Fueron la primera unidad en tener contacto con ellos, en concreto a través de su segundo regimiento, que se hallaba en la periferia "cazando" piratas y bandidos, momento en el que Phelan Kell, hijo de Morgan Kell y Salomé Ward, fue hecho prisionero por el Clan Wolf y convertido en sirviente del Khan de los Lobos, Ulric Kerensky.
Tras esto, fueron llamados a Outreach por Jaime Wolf, líder de la unidad mercenaria los Dragones de Wolf, y puestos al día de quiénes eran los Clanes y que querían. Tras esto, participaron en multitud de acciones contra el Clan de los Halcones de Jade, y posteriormente, fueron cedidos junto a los Dragones de Wolf por Hanse Davion a los que fueran sus mayores enemigos, para participar en la defensa de Luthien, capital del Condominio Draconis.
Durante la tregua, participaron con la ayuda del Khan Phelan Ward (Phelan Kell) de los Lobos, en la caza de la corsaria roja, una renegada de los clanes que buscaba romper la tregua.
Durante la Guerra Civil de la Mancomunidad Federada, participaron activamente, en especial, con la creación del cordón de defensa de Arc Royal, en el bando de Víctor Steiner-Davion, siendo el propio Morgan Kell, el que, con el visto bueno de Víctor, ofreció a Peter Steiner-Davion ser el nuevo arconte de la Mancomunidad de la Lira.

### Caballería ligera de Eridani
Originalmente se trataba de una unidad regular del Ejército de la Liga Estelar. Tras el éxodo de Kerensky, la unidad decidió permanecer en la esfera Interior con la esperanza de que la Liga Estelar no se colapsaría, pero no fue así. Tras años de penurias, tuvieron que hacerse mercenarios y así sobrevivieron 300 años hasta que en el 3058 volvió a crearse la Liga Estelar. Los primeros en formar parte de ella fueron el Regimiento Eridani y así abandonaron su vida mercenaria para volver a formar parte del ejército de sus antepasados. 

### Montañeses de Northwind
Sin duda, esta antigua unidad de las Fuerzas de Defensa de la Liga Estelar, que tampoco siguió al general Kerensky en el éxodo, es la unidad militar más antigua de la historia de la humanidad, desde que fue fundada en el siglo XVII en Escocia. Tras más de 1000 años, la unidad continúa existiendo, ahora como mercenarios, también una de las unidades más respetadas de la Esfera Interior, conocidos por su fiereza sobre todo cuando defienden su mundo natal, Northwind, situado a poca distancia de Outreach.

### Legión de la muerte gris
Otra unidad mercenaria "joven", que desde comienzos del siglo XXXI, ha estado implicada en algunas batallas épicas. A pesar de ser conocidos por sus extrañas tácticas y por sobrevivir siempre a las más increíbles situaciones, por lo que más se les conoce es por haber encontrado en el planeta Helm un núcleo de información de la Liga Estelar que volvió a sacar a la luz una enorme cantidad de conocimientos perdidos por las brutales I y II guerra de Sucesión que asolaron la Esfera Interior.
En el 3056 se les concedió el mundo de Glengarry, pasando a ser así una de las pocas unidades mercenarias con planeta propio.

### Ases negros del infierno
Esta unidad mercenaria es un tanto peculiar, pues está compuesta íntegramente por fuerzas aeroespaciales: cazas de combate y naves de asalto. Entre sus filas incluso hay pilotos de caza y bastante equipo de los Clanes. Entre sus mayores logros está el haber capturado una Nave de Guerra del Clan Halcones de Jade.

### 21º de Lanceros de Centauro
Otra unidad con raíces en las antiguas Fuerzas de Defensa de la Liga Estelar.
A pesar de contar con un expediente intachable, la traición de la Palabra de Blake, que en el 3058 ocultó a sus propias tropas con los colores de dicha unidad para atacar la Tierra, hizo que su reputación quedara hecha pedazos. Desde entonces han conseguido un nuevo contrato y poco a poco se van curando las cicatrices de la traición. 

### Equipo Banzay
Es un Regimiento de Mechs formado por pilotos pertenecientes al ICNA (Instituto de Ciencias de Nueva Avalon); está considerado un regimiento de élite, y fue comandado por un tiempo por el doctor Banzay en persona. Cuando Comstar hizo un asalto al ICNA, varios pilotos del Team Banzay colaboraron en su defensa.